# Zalkod
Zalkod is een plaats (község) en gemeente in het Hongaarse comitaat Borsod-Abaúj-Zemplén. Zalkod telt 289 inwoners (2001).